# Heidi torna a casa
Heidi torna a casa (Heidi und Peter) è un film del 1955 diretto da Franz Schnyder, basato sul romanzo per ragazzi Heidi di Johanna Spyri. Si tratta del seguito del film Son tornata per te (Heidi) diretto nel 1952 da Luigi Comencini, del quale mantiene gli stessi interpreti nei ruoli principali. A differenza del precedente film, è stato girato a colori.

## Trama
La piccola Heidi, oramai tornata a casa da Francoforte, frequenta con piacere e successo la scuola del villaggio mentre Peter non riesce proprio ad abituarsi. Allora Heidi lo aiuta ad imparare a leggere e si mostra inflessibile, altrimenti non sarà più sua amica se non si applicherà e seguirà i suoi consigli. In breve tempo Peter, per la gioia di Heidi e di sua mamma Birgitta, impara a leggere e inizia a dimostrarsi ben disposto nei confronti della scuola tanto da esprimere il desiderio di volere diventare da grande un geometra. Questo perché al pascolo ha incontrato due geometri che stanno realizzando delle misurazioni per alcuni lavori nella valle e ne è rimasto affascinato. Intanto Heidi riceve una lettera che le annuncia che Klara, oramai guarita, verrà a passare le vacanze d'estate in montagna con la nonna, la Signora Sesemann. Quando Klara arriva decide di stabilirsi nella baita con Heidi e questo procurerà l'invidia di Peter che prima ignorerà la nuova arrivata per poi diventarne amico e compagno di giochi, tanto da portare al pascolo con sé entrambe le bambine. Purtroppo però questo periodo felice verrà interrotto dalla piena del fiume che farà saltare gli argini provocando gravi danni al villaggio. Quando il Signor Sesemann, il papà di Klara, viene in montagna a riprendere la piccola, si rende conto del grave disastro subito dal paese in seguito alla piena. Deciderà allora di tenere una grande festa in onore del paese, decidendo poi di devolvere tutto il ricavato della festa al paese, e mettendosi lui stesso a disposizione delle spese per la ricostruzione. Inoltre, saputo del desiderio del piccolo Peter di diventare geometra, deciderà prima di partire di sostenere lui le spese per i suoi studi. Partita Klara e tornato il bel tempo, tutto tornerà a splendere e Heidi e Peter continueranno le loro giornate al pascolo.

## Produzione
A differenza del precedente film, è stato girato a colori.
l film venne girato principalmente nella zona di Bergün: quale paese di Heidi venne scelto Latsch.
La baita di Heidi si trova sull'Alpe Falein presso Filisur.
Altre riprese in esterni vennero effettuate presso l'Alpe Languard a Pontresina e nel canton Vallese, Fuorcla Surlej, presso il Ghiacciaio del Morteratsch, a Bad Ragaz e nei dintorni tra Pontresina e il Berninapass.

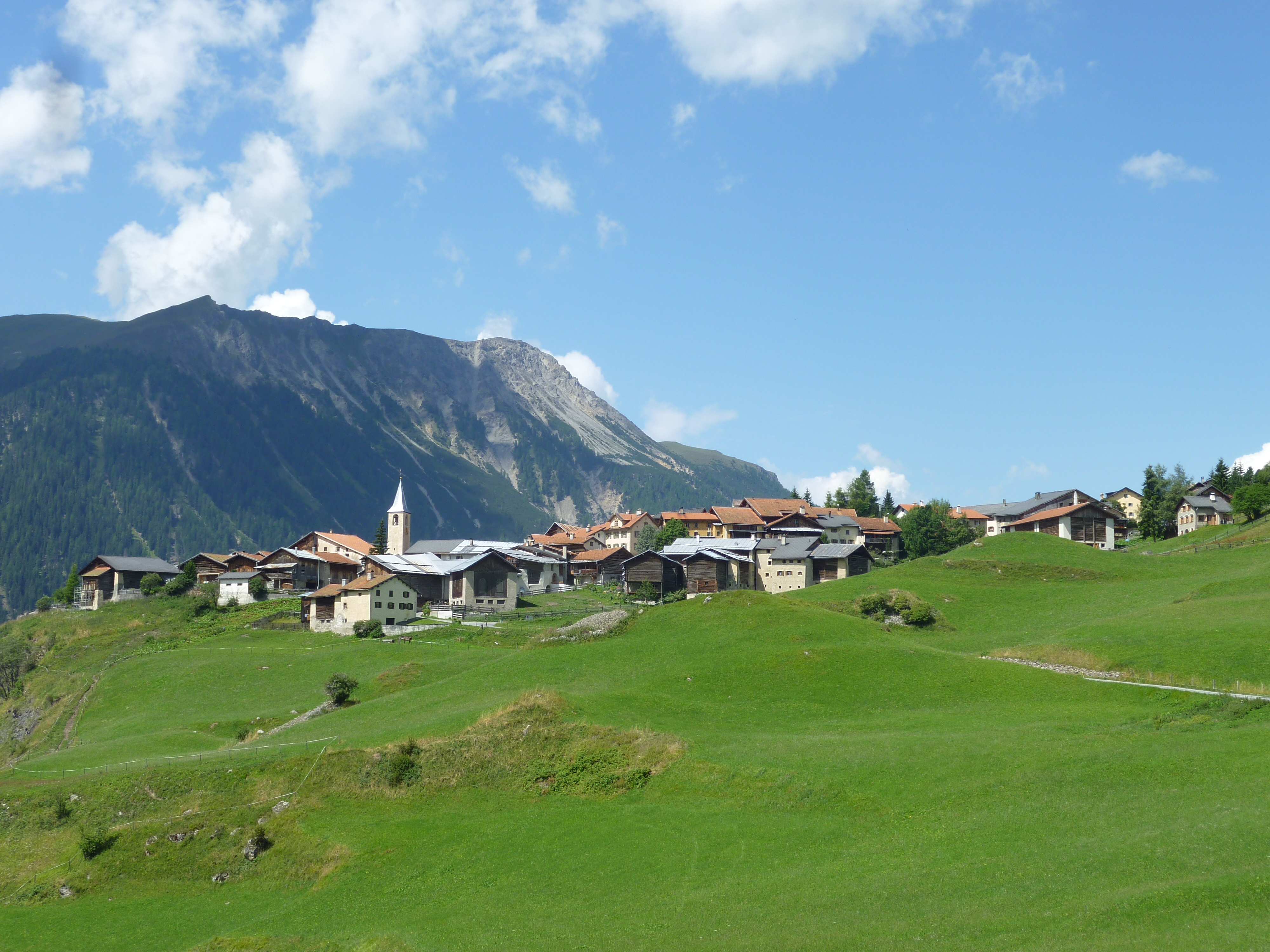
Latsch, il paese di Heidi

## Distribuzione
Come il precedente Son tornata per te anche questo film, completamente rimasterizzato, è distribuito in DVD dalla Schweizer Filmklassiker con audio tedesco, inglese, francese, italiano e giapponese.